# Caumont (Aisne)
Caumont és un municipi francès situat al departament de l'Aisne i a la regió dels Alts de França. L'any 2007 tenia 563 habitants.

## Demografia

### Població
El 2007 la població de fet de Caumont era de 563 persones. Hi havia 203 famílies de les quals 34 eren unipersonals (17 homes vivint sols i 17 dones vivint soles), 59 parelles sense fills, 89 parelles amb fills i 21 famílies monoparentals amb fills.
La població ha evolucionat segons el següent gràfic:
Habitants censats

### Habitatges
El 2007 hi havia 219 habitatges, 206 eren l'habitatge principal de la família, 8 eren segones residències i 5 estaven desocupats. 212 eren cases i 7 eren apartaments. Dels 206 habitatges principals, 187 estaven ocupats pels seus propietaris, 16 estaven llogats i ocupats pels llogaters i 3 estaven cedits a títol gratuït; 6 tenien una cambra, 19 en tenien tres, 51 en tenien quatre i 130 en tenien cinc o més. 181 habitatges disposaven pel capbaix d'una plaça de pàrquing. A 82 habitatges hi havia un automòbil i a 118 n'hi havia dos o més.

### Piràmide de població
La piràmide de població per edats i sexe el 2009 era:
| Homes | Edats   | Dones |
| ----- | ------- | ----- |
| 0     | 95 o +  | 0     |
| 0     | 90 a 94 | 0     |
| 4     | 85 a 89 | 0     |
| 0     | 80 a 84 | 0     |
| 4     | 75 a 79 | 4     |
| 12    | 70 a 74 | 8     |
| 4     | 65 a 69 | 8     |
| 12    | 60 a 64 | 12    |
| 12    | 55 a 59 | 16    |
| 20    | 50 a 54 | 20    |
| 24    | 45 a 49 | 24    |
| 16    | 40 a 44 | 8     |
| 20    | 35 a 39 | 16    |
| 24    | 30 a 34 | 24    |
| 12    | 25 a 29 | 16    |
| 4     | 20 a 24 | 8     |
| 8     | 15 a 19 | 20    |
| 12    | 10 a 14 | 28    |
| 28    | 5 a 9   | 28    |
| 8     | 0 a 4   | 8     |

## Economia
El 2007 la població en edat de treballar era de 375 persones, 265 eren actives i 110 eren inactives. De les 265 persones actives 239 estaven ocupades (140 homes i 99 dones) i 26 estaven aturades (12 homes i 14 dones). De les 110 persones inactives 34 estaven jubilades, 31 estaven estudiant i 45 estaven classificades com a «altres inactius».

### Ingressos
El 2009 a Caumont hi havia 205 unitats fiscals que integraven 583 persones, la mediana anual d'ingressos fiscals per persona era de 17.962 €.

### Activitats econòmiques
Dels 7 establiments que hi havia el 2007, 2 eren d'empreses de construcció, 1 d'una empresa de comerç i reparació d'automòbils, 1 d'una empresa d'informació i comunicació, 1 d'una empresa de serveis, 1 d'una entitat de l'administració pública i 1 d'una empresa classificada com a «altres activitats de serveis».
Dels 2 establiments de servei als particulars que hi havia el 2009, 1 era un paleta i 1 electricista.
L'any 2000 a Caumont hi havia 11 explotacions agrícoles que ocupaven un total de 335 hectàrees.

## Equipaments sanitaris i escolars
El 2009 hi havia una escola elemental.

## Poblacions més properes
El següent diagrama mostra les poblacions més properes.